# Kunda (rzeka)
Kunda (est. Kunda jõgi) – rzeka przepływająca przez gminy Rägavere, Sõmeru, Vinni, oraz Viru-Nigula w prowincji Virumaa Zachodnia w Estonii. Rzeka wypływa z północnej części miejscowości Roela. Uchodzi do Morza Bałtyckiego na północ od miasta Kunda. Ma długość 69 km i powierzchnię dorzecza 530 km². Rzeka jest miejscem tarła łososia. Na rzece zbudowano w 1892 roku najstarszą w Estonii elektrownię wodną (est. Kunda hüdroelektrijaam), która od 4 września 2008 jest wpisana do rejestru zabytków pod numerem 28726.